# Zaricine, Strîi
Zaricine (în ucraineană Зарічне) este un sat în comuna Podorojnie din raionul Strîi, regiunea Liov, Ucraina.

## Demografie
Componența lingvistică a localității Zaricine
     Ucraineană (99,82%)
     Alte limbi (0,18%)
Conform recensământului din 2001, majoritatea populației localității Zaricine era vorbitoare de ucraineană (99,82%), existând în minoritate și vorbitori de alte limbi.